# Eupithecia perlinearia
Eupithecia perlinearia là một loài bướm đêm trong họ Geometridae.